# Тауагаш
Тауага́ш (каз. Тауағаш) — село у складі Єсільського району Північноказахстанської області Казахстану. Входить до складу Спасовського сільського округу.
Населення — 283 особи (2021; 416 у 2009, 617 у 1999, 665 у 1989).
Національний склад станом на 1989 рік:
- казахи — 100 %.